# Поти, Максим
Макси́м Поти́ (фр. Maxime Pauty; род. 20 июня 1993, Кламар) — французский фехтовальщик на рапирах, олимпийский чемпион 2020 года и бронзовый призёр Олимпийских игр 2024 года в командном первенстве, двукратный чемпион Европы в командном первенстве (2019 и 2024).

## Биография и спортивная карьера
Родился 20 июня 1993 года в городе Кламар, Франция.
Начал заниматься фехтованием в возрасте пяти лет в парижском клубе «Issy Mousquetaires». Также играл в футбол до 14 лет, после чего решил сосредоточиться на фехтовании. В 19 лет он уехал из родного города, чтобы жить и тренироваться в Национальном институте спорта, опыта и производительности (INSEP) со сборной Франции.
В одном из интервью Максим Поти рассказал, почему выбрал именно фехтование: «Я начал заниматься фехтованием, когда мне было пять лет, просто потому, что я хотел быть похожим на моих тогдашних героев, Зорро и Д’Артаньяна. Меня вдохновили попробовать рапиру, и, как оказалось, это оружие подходило мне больше всего. Для меня, фехтование — это больше, чем просто спорт. Все, что я узнал и испытал в фехтовании, помогло мне в жизни вне спорта. Например, я узнал, что для достижения своих целей нужно много работать, потому что одних талантов недостаточно. Фехтование также учит уважению к другим. Это спорт, который помог мне завершить образование и помочь мне развиваться как личности».
В возрасте 25 лет получил диплом журналиста после учёбы в университете.
В 2018 году победил на этапе Кубка мира в Санкт-Петербурге..
В 2019 году завоевал серебряную медаль в индивидуальном зачете на этапе Кубка мира в Токио. В том же году стал чемпионом Европы и серебряным призёром чемпионата мира в командной рапире.

### Олимпиада 2020 в Токио
На Олимпийских играх Максим Поти стал чемпионом в командной рапире вместе с своими партнерами Эрванном Ле Пешу, Энцо Лефором и Жюльеном Мертином. В финале французы победили сборную России, в составе которой были Антон Бородачёв, Кирилл Бородачёв, Владислав Мыльников и Тимур Сафин.
В 2025 году на чемпионате мира в Тбилиси в индивидуальном соревновании рапиристов стал бронзовым призёром. 